# Karl Stojka
Karl Stojka (Wampersorf, 1931. április 20. – Bécs, 2003. április 9.) ausztriai cigány művész, a porajmos túlélője.

## Életútja
Egy katolikus cigány család hat gyermeke közül negyedikként született az alsó-ausztriai Wampersdorfban. Családja a lovari népcsoporthoz tartozó Bagareschtschi-klán leszármazottja, amely az 1870-es évek környékén érkezett a Havasalföldről Bécsbe és többnyire lókereskedőként élt Ausztriában.
Apját a dachaui koncentrációs táborba deportálták, majd Schloss Hartheimbe került, ahol meggyilkolták. Tizenegy évesen a nemzetiszocialisták 1943. március 3-án letartóztatták, majd 1943. március 31-én az auschwitz-birkenaui koncentrációs táborba szállították, ahol az ott kialakított cigány családi táborba szállították. Hat éves öccse, Josef (Ossi) orvosi segítség hiányában és éhezésben halt meg. Bátyja, Mongo (1929–2014) és húga, Ceija (1933–2013) azon néhány családtag közé tartozott, akik túlélték a nemzetiszocialista terrort.
A második világháború után Bécsben kiskereskedőként tevékenykedett (textil, keleti szőnyeg), majd az Egyesült Államokban élt. 1973-ban tért vissza Ausztriába. 1985-től autodidaktaként kezdett festeni. Képein az üldözött cigányok élettörténetét fejezte ki. Több mint 80 festményével rendezett kiállításokat Japánban, az Egyesült Államokban és szerte Európában.
Fia Karl Ratzer (1950) gitáros, zeneszerző, énekes. Unokaöccse Harri Stojka (1957) dzsesszgitáros.
2003. április 10-én hunyt el Bécsben. A meidlingi temetőben helyezték örök nyugalomra.

## Fordítás
Ez a szócikk részben vagy egészben  a   Karl Stojka című német Wikipédia-szócikk ezen változatának fordításán alapul.  Az eredeti cikk szerkesztőit annak laptörténete sorolja fel. Ez a jelzés csupán a megfogalmazás eredetét és a szerzői jogokat jelzi, nem szolgál a cikkben szereplő információk forrásmegjelöléseként.